# Flaviano Recaredo
Flaviano Recaredo (? - possivelmente em Lugo, 924) foi um prelado da Igreja Católica que serviu como arcebispo de Braga e Lugo, quando a Sé de Braga estava nas mãos dos mouros.
Recebeu o encargo de arcebispo de Lugo e Braga de Dom Afonso III, rei das Astúrias em 875. Este mesmo rei deu os contornos de Braga e toda a jurisdição da Sé bracarense, embora os arcebispos vivessem em Lugo.
É possível que seu nome fosse apenas Recaredo. Acompanhou a Afonso III e sua mulher, Dona Ximena, em viagem a Santiago de Compostela, para a dedicação da Igreja de Santiago Apóstolo, em 899. Participou do Segundo Concílio de Oviedo neste mesmo ano.
Em 915, o rei Ordonho II emitiu decreto no qual as igrejas do Condado de Navia estavam sob a jurisdição de Recaredo.
Morreu provavelmente em 924.